# ورزشگاه اچ‌اف‌سی بانک
ورزشگاه ملی ANZ (به لاتین: ANZ National Stadium) یک ورزشگاه فوتبال در فیجی است که در سووا واقع شده‌است.